# Въоръжени сили на Андора
Въоръжените сили на Андора (каталунски: Exèrcit d'Andorra, Армия на Андора) са малко подразделение с чисто представителни военно-церемониални функции в мирно време. Макар самата държава да възниква по военни причини (владението е създадено от Карл Велики на територия, отвоювана от маврите и включено в състава на „Испанската марка“ (Marca Hispanica), съвкупност от малки планински територии в Пиренеите, които да служат като буфер пред арабското напредване в земите на Франкската държава, тя не е водила война от повече от 700 години и съвременната ѝ Конституция забранява поддържането на редовна армия в мирно време.
Андора е парламентарна монархия, разположена в Пиринените между Френската република и Кралство Испания на територия от 468 км2 и с население от около 85 500 жители. Функциите на конституционен държавен глава изпълняват Президентът на Френската република и Епископът на Урхел като принцове съвладетели. Страната не е член на Организацията на Североатлантическия договор и Европейския съюз (ЕС), но членува в Организацията на обединените нации. В административно отношение е съставена от седем общини и това се отразява пряко на структурата на миниатюрната ѝ армия. С мирновременен състав от 12 души резервисти тя е оглавена от майор, на чието подчинение има малък щаб от 4 души офицери и подофицери и седем ефрейтори (по един за всяка община), отговарящи за мобилизационната готовност на населението. Във военно време Андора мобилизира мъжкото си население като опълчение и по закон всяко семейство трябва да притежава поне една бройка огнестрелно оръжие. Страната не разполага с военен бюджет и издръжката на армията става на доброволен дарителски принцип.